# Dominium (zespół muzyczny)
Dominium – polska grupa muzyczna wykonująca progresywny death metal. Powstała w 1995 roku w Białymstoku.

## Historia
Grupa powstała w 1995 roku w Białymstoku. W 2000 roku nakładem Metal Mind Productions ukazał się debiutancki album zespołu pt. Unknown Dimensions. W 2001 roku ukazał się drugi album studyjny pt. Stigmata. Okładkę wydawnictwa namalował Tomasz "Graal" Daniłowicz. W październiku tego samego roku zespół poprzedzał na koncertach formację Turbo w Polsce. W 2002 roku ukazał się trzeci album Dominium zatytułowany Psycho Path Fever. Nagrania zostały zarejestrowane w olsztyńskim Selani Studio we współpracy z producentem muzycznym Szymonem Czechem. Cezary Mielko o realizacji nagrań:

Jeśli chodzi o samą stronę realizacji albumu. Tak jak w przypadku "Stigmaty" pracowaliśmy z Szymonem Czechem w Selani studio. Cała sesja trwała jakieś 130 godzin, czyli niecałe trzy tygodnie. W tym czasie zarejestrowaliśmy koło 60 minut muzyki. Efekt końcowy według mnie jest zadowalający, brzmienie jakie uzyskaliśmy na "Psycho Path Fever" jest o wiele lepsze niż na "Stigmacie" i to dowodzi o naszym rozwoju. Realizacja tak jak przy poprzednim albumie wyglądała bardzo podobnie. Najpierw ja nagrałem swoją partię bębnów. Później Marek nagrał gitary i kolejno reszta instrumentalistów wykonała swoją robotę. Miks robiłem razem z Szymonem Czechem. Mastering również został zrealizowany w Selani.

W 2003 roku ukzał się czwarty album formacji zatytułowany Mohocks Club. Płyta została nagrana w białostockim Hertz Studio. Gościnnie w sesji nagraniowej wzięła udział wokalista wokalistka Ewa Szlachcic, która zaśpiewała w utworze "Limen". W 2004 roku do zespołu dołączył gitarzysta Marcin Laskowski.

## Dyskografia
- Unknown Dimensions (2000, Metal Mind Productions)
- Stigmata (2001, Metal Mind Productions)
- Psycho Path Fever (2002, Metal Mind Productions)
- Mohocks Club (2003, Metal Mind Productions)